# Spyglass
Spyglass公司（英語：Spyglass, Inc.）是位於伊利諾州香檳的網際網路軟體公司。該公司成立於1990年，是伊利諾大學厄巴納香檳分校一個分支，旨在將國家超級電腦應用中心（NCSA）的技術商業化。以其開發專有版本的Mosaic網頁瀏覽器而聞名。

## Mosaic
1994年5月，Spyglass公司以數百萬美元的價格取得NCSA的Mosaic瀏覽器授權，旨在開發自己的網頁瀏覽器。Spyglass提供了三十天的試用版下載，但實際上並沒有將產品出售給終端用戶。相反，它向代理商（例如O'Reilly & Associates）提供未經修改的Spyglass Mosaic或基於Spyglass代碼庫的瀏覽器（CompuServe、IBM和Ipswitch）。使用Spyglass Mosaic代碼庫授權下開發的瀏覽器還包括微軟的Internet Explorer。
除了主要的桌面平台之外，Spyglass還將Mosaic移植到其他系統上，包括用於ShackWire Online系統的任天堂64。

### 瀏覽器大戰
由馬克·安德森共同創立的Netscape公司於1994年10月發布了旗艦產品Netscape Navigator瀏覽器，該公司很快成為了網頁瀏覽器業界的領導者，感受到威脅的微軟認為自己沒有時間從零到有的開發出一個瀏覽器出來。
微軟在1994年11月欲收購BookLink瀏覽器，但最終落入了AOL手中，之後微軟與Spyglass的談判取得了進展。1995年，微軟從Spyglass取得Mosaic授權成為了Internet Explorer 1基礎，該版本作為Windows 95的Microsoft Plus!軟體包的一個附加元件發佈。根據協議規定，Spyglass將獲得Mosaic的基本季度授權費用以及微軟的Internet Explorer收入。
微軟隨後將Internet Explorer與Windows捆綁在一起，因此（在IE上沒有直接收入）只支付最低額度的季度授權費。1997年，Spyglass利用合約威脅微軟，最後微軟賠償了八百萬美元達成和解。
Internet Explorer 7（2006年10月18日發佈）之前建立的Internet Explorer所有版本仍然保留著部份Spyglass代碼。在這些版本的“關於”視窗包含這段文字“根據Spyglass公司的授權協議散佈”（Distributed under a licensing agreement with Spyglass, Inc.）。

## 網頁伺服器技術
Spyglass推出UNIX和Windows NT的商業網頁伺服器，名為Spyglass Server和Server SDK。該產品於1995年3月宣布，並於1995年7月上市 。與市面上的Netscape伺服器一樣，Spyglass Server包含一個應用程式介面，允許伺服器端應用程式在伺服器的進程中執行。這兩種伺服器平台在安全性上有所不同，Spyglass使用安全超文本傳輸協議（SHTTP），而Netscape使用自己的安全通訊協定（SSL）。Spyglass沒有將他們的伺服器作為零售產品提供，而是批量授權給原始設備製造商，就像它們的瀏覽器一樣。

## 結業
2000年3月26日，互動電視軟體公司OpenTV以25億美元收購了Spyglass以及多項專利技術。